# Zlatník
Zlatník est un village de Slovaquie situé dans la région de Prešov.

## Histoire
Première mention écrite du village en 1478.

## Démographie

### Évolution de la population
| Année:               | 1994. | 2004.    | 2014.   | 2024.    |
| -------------------- | ----- | -------- | ------- | -------- |
| Nombre de personnes: | 86    | 76       | 79      | 70       |
| Différence:          |       | -11,62 % | +3,94 % | -11,39 % |

| Année:               | 2023. | 2024.   |
| -------------------- | ----- | ------- |
| Nombre de personnes: | 72    | 70      |
| Différence:          |       | -2,77 % |